# Love Is Here to Stay
Love Is Here to Stay – czternasty album kanadyjskiej pianistki jazzowej i wokalistki Diany Krall i sześćdziesiąty album Toniego Bennetta wydany w 2018. Album, pomyślany jako duety, jest zbiorem amerykańskich standardów jazzowych, skomponowanych przez Georga Gershwina i jego brata Irę Gershiwna.
Album w Polsce osiągnął status platynowej płyty.

## Lista utworów[11]
1. „'S Wonderful”
2. „My One and Only”
3. „But Not for Me” (Diana Krall solo)
4. „Nice Work If You Can Get It”
5. „Love Is Here to Stay”
6. „I Got Rhythm”
7. „Somebody Loves Me”
8. „Do It Again”
9. „I’ve Got a Crush on You”
10. „Fascinating Rhythm”
11. „Who Cares?” (Tony Bennett solo)